# Damiaan Denys
Damiaan Denys (Wevelgem, 9 november 1965) is filosoof en psychiater. Hij is als hoogleraar werkzaam aan de Universiteit van Amsterdam.

## Leven en werk
Denys behaalde in 1989 zijn master filosofie aan het Hoger Instituut voor Wijsbegeerte met een thesis over de paranoïde psychose van Jacques Lacan en in 1996 zijn artsexamen aan de KU Leuven. Nadien specialiseerde hij zich tot psychiater (2002) en promoveerde hij cum laude aan de Universiteit Utrecht (2004) op het proefschrift On Certainty: Studies in obsessive-compulsive disorder.
Sinds 2007 is Denys hoogleraar psychiatrie aan de Universiteit van Amsterdam (UVA) en afdelingshoofd psychiatrie van het Academisch Medisch Centrum (AMC) te Amsterdam. Hij is tevens met de onderzoeksgroep over "Neuromodulation and Behaviour" verbonden aan het Nederlands Instituut voor Neurowetenschappen (NIN), een instituut van de Koninklijke Nederlandse Akademie van Wetenschappen (KNAW).
Zijn onderzoek richt zich op de psychopathologie en neurobiologie van de angst, controle en compulsiviteit (dwangstoornis). Zijn wetenschappelijk werk is translationeel waarbij vraagstellingen uit de psychiatrische klinische praktijk worden onderzocht met fenomenologie, hersenbeeldvorming, genetica en EEG. Een bijzonder aandachtspunt van zijn onderzoek is de ontwikkeling van diepe hersenstimulatie bij psychiatrische aandoeningen zoals bij dwangstoornis, depressie en verslaving waarmee hij internationale faam geniet. In 2005 werd hij onderscheiden met de Ramaermedaille, een prijs van de Nederlandse Vereniging voor Psychiatrie voor uitmuntend wetenschappelijk onderzoek in de klinische psychiatrie.
In 2020 werd de Ig Nobelprijs voor geneeskunde aan Denys toegekend voor zijn ontdekking van misofonie als psychische aandoening. Bij mensen met misofonie treden gevoelens van woede en walging op bij het horen van bepaalde, meestal door mensen geproduceerde, geluiden. Vaak betreft het mond- en keelgeluiden als smakken, slikken, ademhalen en kuchen.

## Wisselwerking met publiek
Denys geeft regelmatig publiekslezingen op het snijvlak van filosofie, psychiatrie en neurowetenschappen over angst, controle, vrijheid, zekerheid, hersenstimulatie en geluk. Hij sprak onder meer voor het "Wetenschapscafé" van de Rode Hoed, "Studium Generale", de "Nacht van de Filosofie", "Writers Unlimited" en de "Paradisolezing". Hij was verschillende keren te gast in diverse radio- en televisieprogramma's waaronder Pauw & Witteman, De Wereld Draait Door en Nooit meer slapen en gaf een college voor de Universiteit van Nederland.
Sinds 2013 brengt Denys wetenschap in het theater. In samenwerking met regisseur Bo Tarenskeen kwam een eerste reeks voorstellingen "Wat is angst?" tot stand, opgevoerd in De Brakke Grond en Lowlands. In samenwerking met regisseur Floor Maas liep vanaf 2015 een tweede reeks voorstellingen "De wolf en de goudvis" en in 2016 "Van angst naar vrijheid".
In 2015 zat Denys aan tafel bij het Nederlandse televisieprogramma Zomergasten van de VPRO.
Hij ontving in 2017 de vakjury- en publieksprijs voor "Beste Speech van Nederland" van de Professional Speakers Association Holland.
In 2018 was hij een van de teamcaptains in het programma Nederland op de sofa van Human, naast Hanneke Groenteman.